# Landbouwpolitiek
Door hun landbouwpolitiek interveniëren overheden in de landbouw om inkomen en bestaanszekerheid van boeren (producenten) te verbeteren. De VS, de EU en Japan geven substantiële steun aan hun landbouw. Deze steun kan meer of minder handelsverstorende effecten hebben. Ontwikkelingslanden zeggen daar last van te hebben omdat de steun prijsverlagend kan werken. Ze geven aan dat de inkomsten van boeren in ontwikkelingslanden dalen, wanneer gesubsidieerde producten onder de kostprijs op de markt gebracht worden en zodoende boeren uit ontwikkelingslanden uit de markt prijzen.
Landbouw is een gevoelig item in de internationale handelspolitiek. Landbouw kan niet van de ene op de andere dag operationeel gemaakt worden, het vergt tijd om een wijngaard winstgevend te krijgen. Investeringen worden slechts op middellange of lange termijn winstgevend. Wanneer een areaal uit productie genomen wordt, dan gaat het over in ander gebruik. Wanneer vervolgens een voedseltekort ontstaat, dan kan deze grond niet op korte termijn opnieuw in productie genomen worden. Landbouw is dus een gevoelig item voor de autonomie van een culturele entiteit.

## Europa tot 1992
Landbouwpolitiek wordt in Europa op Gemeenschappelijk niveau gemaakt in het GLB, het "Gemeenschappelijk landbouwbeleid".
Geïnitieerd door de Nederlander Sicco Mansholt, was dit een van de eerste pijlers van gemeenschappelijk Europees optreden en proefkamer voor een "Europese" identiteit. De tot 1992 gevoerde Europese landbouwpolitiek werd evenwel onbetaalbaar. Door boeren gegarandeerde prijzen aan te bieden, werd het beleid in de jaren 80 te kostbaar vanwege de overproductie.

## Ontkoppeling na 1992
In 1992 veranderde de Ierse Commissaris Ray MacSharry de richting van de Europese landbouwpolitiek door een begin te maken met de ontkoppeling van de landbouwsteun. Ontkoppelen betekent dat de landbouwsteun niet langer gerelateerd is aan het productie- of prijsniveau. Er is dan geen aansporing meer om (te) veel te produceren. De Oostenrijkse Eurocommissaris Franz Fischler zette in 2003 een beslissende stap in de verdere ontkoppeling van de landbouwsteun in Europa. Zijn voorstellen, aanvaard door de Europese Raad, gaven een totaal andere richting aan de Europese landbouwsteun. Deze is internationaal erkend nu minder handelsverstorend dan de Amerikaanse. De EU heeft zich, onder voorwaarden, ertoe verbonden prijsverlagende uitvoersubsidies vóór 2013 te beëindigen.

## Verenigde Staten
De Verenigde Staten hebben recent in toenemende mate hun landbouwsteun gekoppeld aan prijsniveaus. De steun die de VS geven is "anticyclisch". Bij lage prijzen is er veel steun voor boeren en bij hoge prijzen is er weinig steun. Dit neemt marktsignalen weg en werkt daarom handelsverstorend. De EU heeft in de WTO- onderhandelingen voor een nieuw multilateraal handelsakkoord (Doha Development Agenda of DDA) geëist dat de VS de anticyclische landbouwsteun aan disciplines onderwerpen die de handelsverstorende werking danig verminderen.